# Audelange
Audelange is een gemeente in het Franse departement Jura (regio Bourgogne-Franche-Comté) en telt 206 inwoners (1999). De plaats maakt deel uit van het arrondissement Dole.

## Geografie
De oppervlakte van Audelange bedraagt 4,6 km², de bevolkingsdichtheid is 44,8 inwoners per km².

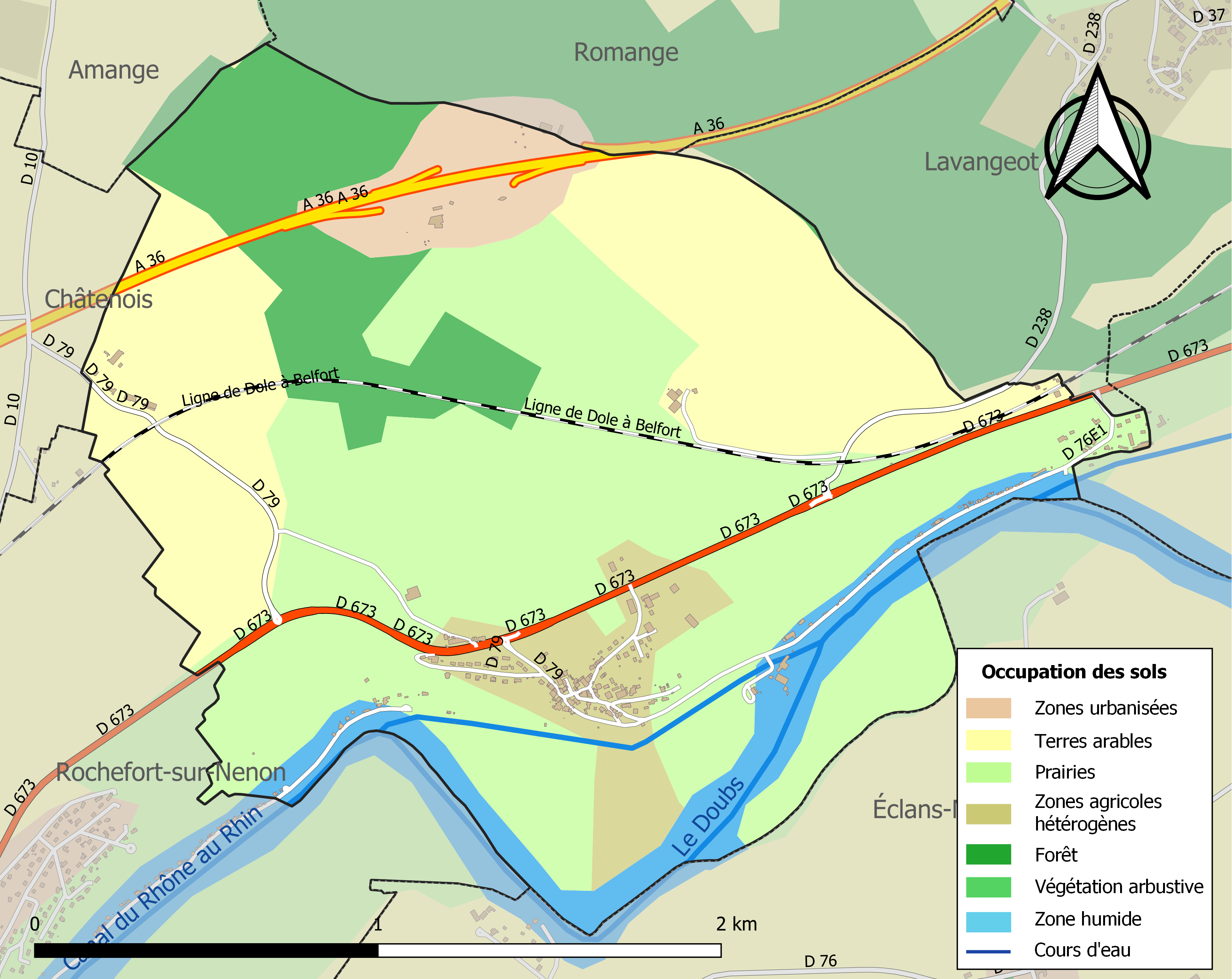
Kaart van de gemeente met de belangrijkste infrastructuur, bodemgebruik en omliggende gemeenten

## Demografie
Onderstaande figuur toont het verloop van het inwonertal (bron: INSEE-tellingen).